# Jardins de Can Nolla
Jardins de Can Nolla és un conjunt format per edificis i jardins de Premià de Dalt (Maresme), una obra protegida com a bé cultural d'interès local.

## Descripció
Edifici de planta baixa i dues plantes pis, amb dues ales laterals d'un cert regust i ordre compositiu neoclàssic, però que finalment caldria qualificar-lo d'historicisme eclèctic, propi de finals de segle. A part de l'edifici principal, rodejat de jardins, hom pot contemplar altres edificacions auxiliars, magatzems, serveis, casa per als ocells, mirador/banc, etc. És interessant el treball de pedra, l'ús del ferro, la fusta, i el totxo a sardinell.